# Test de sphéricité de Bartlett
Le test de sphéricité de Bartlett est un test statistique relatif à l’indépendance globale des composantes d’un vecteur aléatoire. Il est basé sur le déterminant d’une estimation de la matrice de corrélation.

## Énoncé
Partant d’un échantillon de n réalisations (indépendantes) d’un ensemble de p variables aléatoires réelles {\displaystyle X_{1},\dots ,X_{p}\,}, le test concerne la validité de
- {\displaystyle H_{0}} (hypothèse nulle) : les variables sont globalement indépendantes.
- {\displaystyle H_{1}} : les variables sont globalement dépendantes.

En se basant sur une estimation R de la matrice de corrélation, le test évalue
{\displaystyle \chi ^{2}=-\left(n-1-{\frac {2p+5}{6}}\right)\log(|\det R|)}
qui, sous {\displaystyle H_{0}}, suit « approximativement » une loi du χ² disposant de  {\displaystyle {\frac {p(p-1)}{2}}} degrés de liberté.

## Remarques
- Si les variables sont indépendantes, la matrice de corrélation est égale à la matrice identité, son estimation R devrait s’en approcher, son déterminant avoisine 1 et {\displaystyle \ln(|\det(R)|)\simeq 0}. Dans le cas contraire, R devient singulière, le déterminant s’approche de zéro et le {\displaystyle ln()} prend des valeurs négatives.